# ザカリー・アストリュク
ザカリー・アストリュク（Zacharie Astruc, 1833年2月20日 - 1907年5月24日）は、フランスの彫刻家、画家、詩人、美術評論家。

## 概要

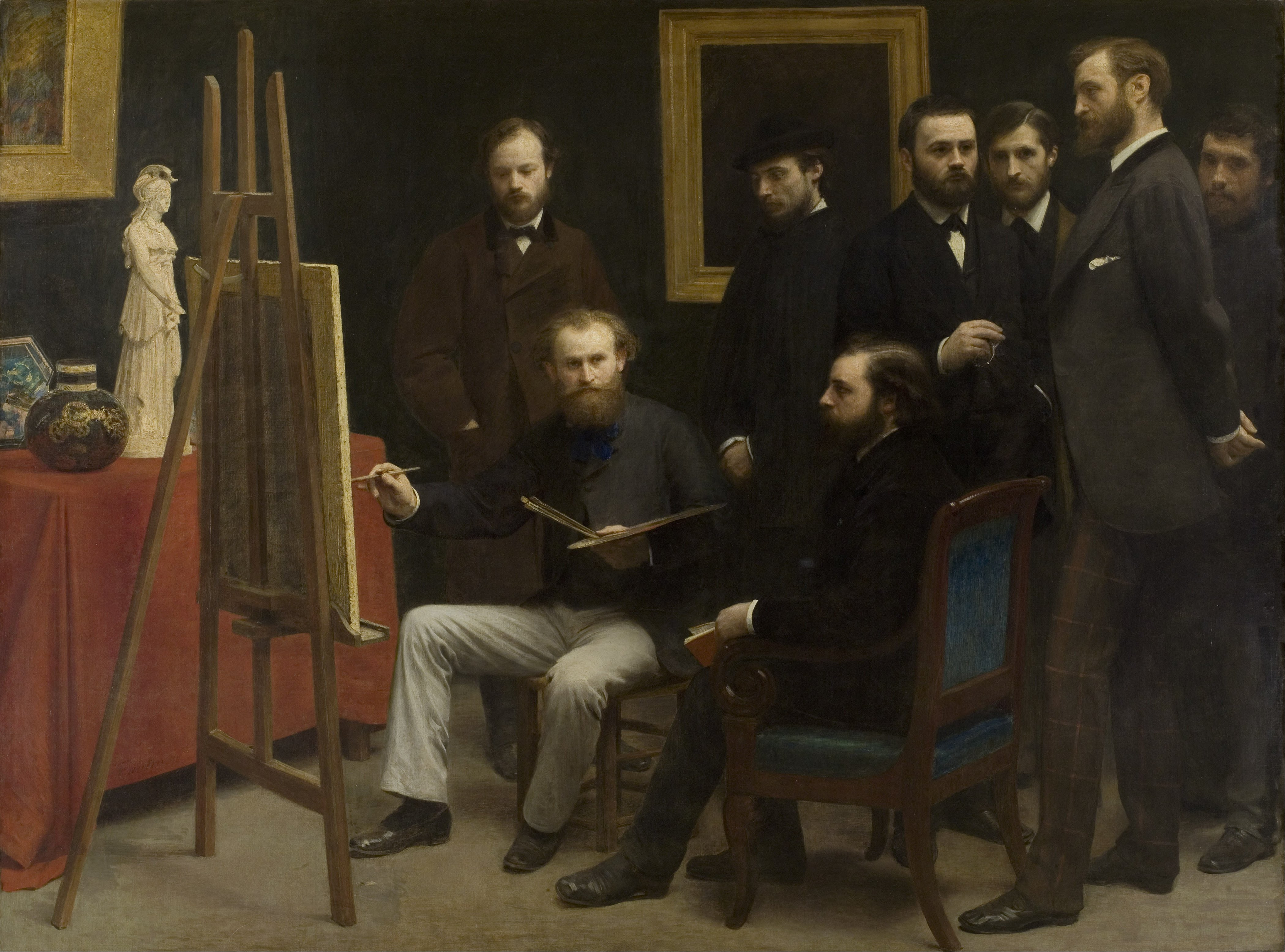
アンリ・ファンタン＝ラトゥール『バティニョールのアトリエ』1870年。絵筆をとるマネにモデルとして描かれているのがアストリュク。

1860年代、前衛的な芸術家たちのスポークスマンとして活躍した。エドゥアール・マネが、1863年の落選展で『草上の昼食』を出品した際や、1865年のサロン・ド・パリで『オランピア (絵画)』を出品した際、批評家や大衆からは激しい攻撃が向けられたが、新聞に美術批評を掲載していたアストリュクはマネの擁護に努めた。『オランピア』という作品の名付け親とも言われている。マネをエミール・ゾラやクロード・モネに紹介し、1868年のサロンでは、ピエール＝オーギュスト・ルノワールの作品を評価するなど、印象派の評価にも貢献した。
フランスに日本美術を紹介し、ジャポニスムの隆盛に寄与した。1867年、美術批評家として初めて日本美術に関する記事を発表し、日本から届いた浮世絵や着物、工芸品に愛好家たちが熱狂する様子を紹介している。パリ万国博覧会の後には、日本の文化と美術に対する理解を深めるために「ジャングラールの会」が結成され、アンリ・ファンタン＝ラトゥール、フェリックス・ブラックモン、ジュール・ジャクマール、アルフォンス・イルシュなどの画家・版画家や、批評家のフィリップ・ビュルティなどとともに参加した。
1870年にファンタン＝ラトゥールが描いた『バティニョールのアトリエ』においては、マネの傍らに座って、肖像画のモデルとなっている。水彩画では、サロン・ド・パリに入選したこともあり、1874年の第1回印象派展にも出品した。出品作には、『日本人形』『白い人形――日本』と題された作品が含まれていたが、現在は所在が分からない。

## 作品
- 『中国の贈り物』
- 『パリジャンの部屋』
- 『花瓶に無造作に入れられたバラ』ルーヴル美術館
- 『仮面売り』リュクサンブール公園